# 테스티오스
테스티오스(Thestius)는 그리스 신화에 나오는 아이톨리아 지방 플레우론의 왕이다. 군신 아레스와 데모니케 사이에서 태어난 아들이라고도 하고, 아게노르와 에피카스테 사이에서 태어난 아들이라고도 한다. 자식으로는 톡세우스와 플렉시포스 형제, 알타이아와 히페름네스트라, 레다 등의 딸을 두었다. 알타이아는 칼리돈 왕 오이네우스의 아내가 되어 멜레아그로스 등을 낳았고, 히페름네스트라는 예언자 오이클레스와 결혼하였다. 레다는 스파르타 왕 틴다레오스의 아내가 되었다. 톡세우스와 플렉시포스 형제는 칼리돈의 멧돼지 사냥에 참가하였는데, 멧돼지를 죽인 멜레아그로스가 처녀 사냥꾼 아탈란테에게 그 가죽을 주는 것을 시기하여 빼앗았다. 화가 난 멜레아그로스는 외삼촌들을 죽여 버렸다. 멜레아그로스는 알타이아의 아들이다. 외손자에게 아들을 잃은 테스티오스는 군대를 이끌고 칼리돈을 공격하였으나 멜레아그로스를 당해내지 못하고 물러났다. 멜레아그로스는 나중에 알타이아의 저주로 목숨을 잃었다.